# Harle huppard
Mergus octosetaceus
Espèce
Statut de conservation UICN

 CR C2a(i) : 
En danger critique
Le Harle huppard ou Harle du Brésil (Mergus octosetaceus) est une espèce d'oiseaux qui se trouve dans quelques rares localités au sud du centre du Brésil, et ne compte que de faibles populations,,.

## Note
1. ↑  BirdLife International, « Mergus octosetaceus », 2019 (DOI 10.2305/IUCN.UK.2019-3.RLTS.T22680482A143756439.en, consulté le 12 novembre 2021), e.T22680482A143756439
2. ↑  (en-GB) « We raise the rarest ducklings in Prague », sur Prague Zoo (consulté le 19 mars 2025)
3. ↑  « Le zoo de Prague annonce la naissance de rarissimes canards en danger d'extinction », La Presse,‎ 17 avril 2025 (lire en ligne, consulté le 18 avril 2025)

## Référence
- (en) Congrès ornithologique international : Mergus octosetaceus dans l'ordre Anseriformes (consulté le 21 mai 2015)
- (fr + en)  Avibase : Mergus octosetaceus (+ répartition) (consulté le 30 juin 2015)
- (en) Zoonomen Nomenclature Resource (Alan P. Peterson) : Mergus octosetaceus  dans Anseriformes
- (en) Tree of Life Web Project : Mergus octosetaceus
- (en) Catalogue of Life : Mergus octosetaceus Vieillot, 1817 (consulté le 16 décembre 2020)
- (fr) CITES : taxon  Mergus octosetaceus (sur le site du ministère français de l'Écologie) (consulté le 30 juin 2015)
- (fr + en) ITIS : Mergus octosetaceus  Vieillot, 1817
- (en) Animal Diversity Web : Mergus octosetaceus
- (en) UICN : espèce Mergus octosetaceus Vieillot, 1817 (consulté le 30 juin 2015)
- (en) Fonds documentaire ARKive : Mergus octosetaceus